# 埃斯罗姆奶酪
埃斯罗姆奶酪（Esrom），產自丹麥，發明於1930年代。埃斯罗姆奶酪有扁平長方形的外殼，外殼多數以金屬薄膜包裹，芝士肉為黃色，質地柔軟，肉身上有形狀規則的洞眼。此芝士的保存性較佳，放在陰涼的地方下可保存數星期。